# 基什拉科什
基什拉科什，是匈牙利沃什州所辖的一个村，总面积11.06平方公里，总人口204，人口密度18.4人/平方公里（2010年1月1日）。